# Давор Бадров
Давор Бадров (Витез, 21. септембар 1992) је босанскохерцеговачки певач хрватског порекла који се прославио 2010. године песмом Ја бараба све јој џаба, са истоименог албума. Издао је шест музичких албума и гомилу синглова.

## Дискографија

### Албуми
- Давор (2007, ВИП Продакшн)
- Једина (2009, БН мјузик)
- Ја бараба, све јој џаба (2010, БН мјузик)
- Давор Бадров (2011, БН мјузик)
- Давор Бадров (2013, БН мјузик)
- Херој (2017, Валентино)[5]

### Синглови
- Момачка (2010)
- Ја бараба све јој џаба (2010)
- Збогом за крај (2011)
- Бараба са Балкана (2012)
- Хајмо хајмо на екс (2013)
- Пола кафане (2015)
- Хитна помоћ (2015)
- Краљица доброг провода (2015)
- Ђубре мало
- Вјера у љубав
- Не брини мајко (2017)
- Сватовска (2017)
- Расплакао сам принцезу (2018)
- Воли ме воли (2018)
- Птица поломљених крила (2019) дует са Јованом Перишићем
- Километри сад нас дијеле (2021)
- Вук (2021)
- Те паре (2022)
- Успомене (2022)
- Пут за лудило (2023)